# Qasigiannguit Tasersuat

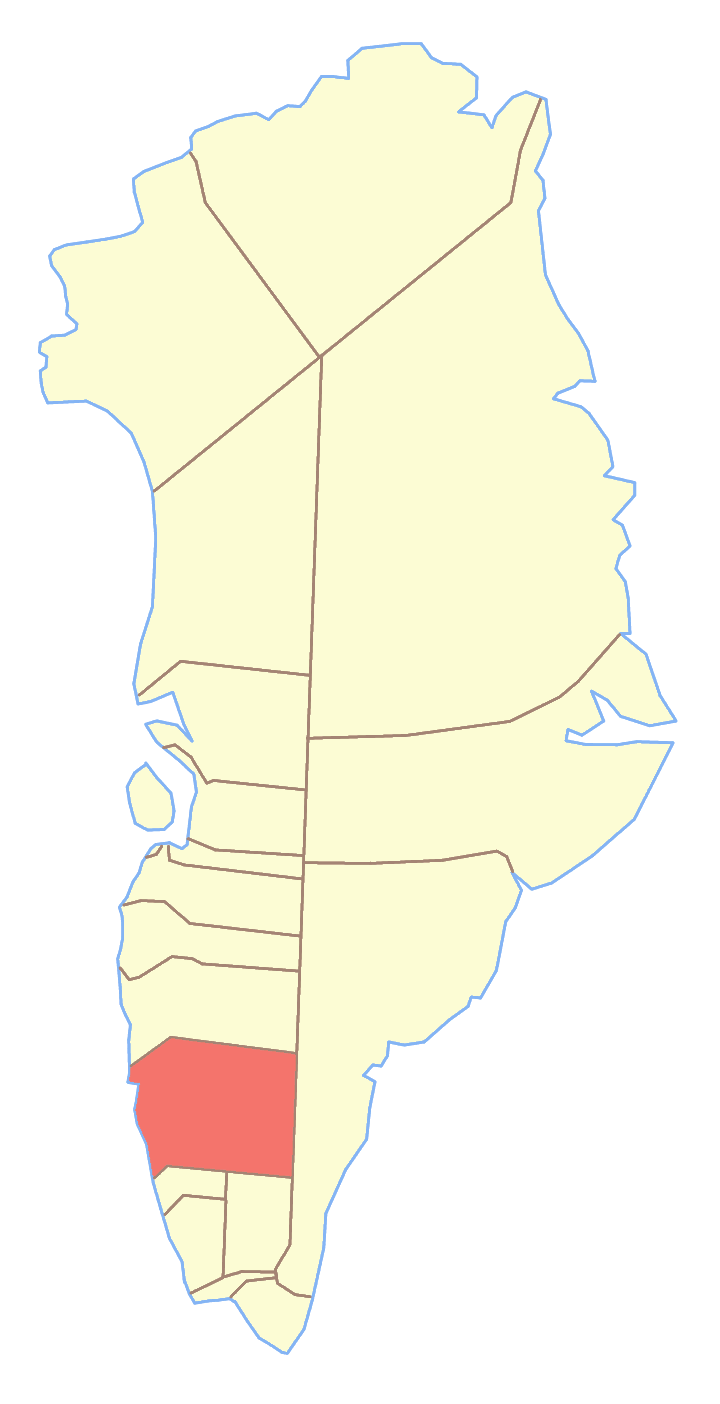
Ex comune di Nuuk, dove si trovava il Qasigiannguit Tasersuat

Il Qasigiannguit Tasersuat è un lago della Groenlandia. Si trova presso lo Stretto di Davis, a 64°02'N 51°00'O; appartiene al comune di Sermersooq.